# Wilhelm Pfänder

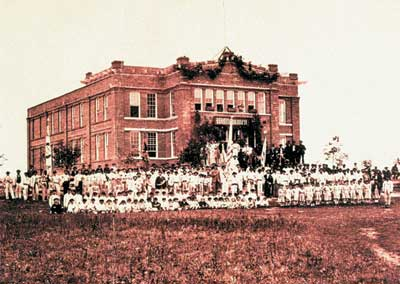
Turnfest in New Ulm um 1865

Jakob Wilhelm Pfänder (* 6. Juli 1826 in Heilbronn; † 11. August 1905 in New Ulm, Minnesota) war ein deutsch-US-amerikanischer Politiker und Turnvater.

## Leben
Jakob Wilhelm Pfänder war das jüngste der neun Kinder des Küblers Jakob Andreas Pfänder und seiner Ehefrau Johanna Friederike, geb. Künzel. Er wuchs in der Schwibbogengasse in Heilbronn auf, absolvierte in dieser Stadt seine Schulzeit und trat 1840 eine Kaufmannslehre in der Spezerei- und Baumwollenwarenhandlung Ludwig Kunze an, die er 1845 abschloss. Zu den wichtigsten Erinnerungen aus dieser Zeit zählte er ein Konzert von Franz Liszt am 15. November 1843 in der Kilianskirche, bei dem er die Notenblätter für Liszt wenden durfte. Pfänder, zeitlebens ein begeisterter Sänger, trat denn auch wenig später dem Nordamerikanischen Sängerbund bei.
1845 wurde die Turngemeinde Heilbronn gegründet; treibende Kräfte dabei waren Georg Härle, Julius Haasis, Rudolf Flaigg und Wilhelm Pfänder, der Vorturner einer der Riegen wurde, aber seine Heimatstadt bald darauf verließ: Er zog nach Ulm, wo er in der Kolonialwarenhandlung Thomas Kölle eine Stellung gefunden hatte und Turnwart in der ebenfalls frisch gegründeten TG Ulm wurde. Mit 20 Ulmer Turnern nahm er am ersten Deutschen Turnfest teil, das im August 1846 in Heilbronn gefeiert wurde. Da es noch keine Eisenbahnverbindung zwischen Ulm und Heilbronn gab, reisten die Ulmer Teilnehmer zu Fuß an.
Im Hungerjahr 1847 beschloss Pfänder, ebenso wie Vereinsvorstand Carl von Stapf, nach Amerika auszuwandern. Er reiste im März 1848 ab und besuchte unterwegs seinen Bruder Carl in London. Bei dieser Gelegenheit lernte er Karl Marx kennen. Über New York gelangte er nach Cincinnati im Staat Ohio, wo sich zahlreiche deutschstämmige Einwohner fanden und auch etliche aus Deutschland ausgewanderte Politiker aktiv waren. So wurde z. B. der gebürtige Heilbronner Karl Gustav Rümelin 1844 in das Repräsentantenhaus und 1846 in den Senat von Ohio gewählt und 1848 kam Friedrich Hecker in Cincinnati an. Pfänder und andere Turner hielten Rücksprache mit Hecker und gründeten am 21. November 1848 die German Turngemeinde Cincinnati. Dies war der erste Verein dieser Art in den USA; Pfänder wurde zunächst Sprecher und wenig später Turnwart der Turngemeinde.
1850 wurde die erste Turnhalle, ein primitives Holzbauwerk, eingeweiht. Die Festansprache bei der Einweihung dieser ersten Turnhalle der USA hielt Pfänder. Schon zwei Jahre später musste sie allerdings durch ein größeres, wiederum aus Holz errichtetes Bauwerk ersetzt werden, weil die Einwanderungswelle ab 1848 auch die Turngemeinde stetig anwachsen ließ.
Beruflich war Pfänder zuerst bei der Urban Safe Factory, ab 1849 als Buchhalter bei der Tageszeitung Deutscher Republikaner beschäftigt. 1851 heiratete er Catherine Pfau, die mit ihrer Familie aus Minfeld nach Cincinnati gekommen war. Das erste von 15 Kindern, die aus dieser Verbindung hervorgingen, war der Sohn William. Er wurde im September 1852 geboren. Mit Frau und Kind zog Wilhelm Pfänder in Cincinnatis Nachbarstadt Newport in Kentucky, wo er ebenfalls an der Gründung einer Turngemeinde beteiligt war. Sie existierte bis 1936.
Seines Bleibens in der Umgebung von Cincinnati war allerdings nicht lange. In der Turngemeinde wurde die Besiedlung des Westens propagiert; insbesondere Minnesota wurde als Land mit zahlreichen Möglichkeiten angepriesen. 1855 wurde am Oberlauf des Minnesota River New Ulm gegründet. Die treibende Kraft war dabei Ferdinand Beinhorn mit seiner Chicago Land Association gewesen. Dieser Verein geriet allerdings in New Ulm rasch in finanzielle Schwierigkeiten, die die Entwicklung bzw. Existenz der neuen Stadt ernstlich bedrohten. Doch ebenfalls 1855 hatte Pfänders Heimatverein bei der Socialist Turner Union of North America die Gründung einer Turnerstadt vorgeschlagen. Ein Ausschuss unter Leitung Pfänders war gegründet worden, um dieses Ziel in die Tat umzusetzen, und kam bei der Besichtigung des Terrains um New Ulm mit Ferdinand Beinhorn überein, New Ulm weiter auszubauen und so die Turnerstadt Wirklichkeit werden zu lassen. Im Januar 1856 wurde die German Land Association of Minnesota gegründet, womit die Finanzierung gesichert werden konnte. Schon wenige Monate später trafen die ersten Ansiedler, unter denen auch Wilhelm Pfänder mit seiner Familie war, ein. 1857 wurde Wilhelm Pfänder zum Bürgermeister gewählt. Er war außerdem auch Postmeister und Friedensrichter in New Ulm und führte später das Grundbuch des Brown County. Pfänder betrieb etwa zwei Meilen außerhalb von New Ulm, in Milford, eine Farm. Die Vorstellung, mit New Ulm eine sozialistische Musterstadt gründen zu können, erwies sich als unhaltbar.
Der Turnverein New Ulm wurde am 11. November 1856 gegründet; Pfänder wurde sein Berichterstatter. 1858 wurde die erste Turnhalle gebaut, die wenige Jahre später aber im Zuge des New Ulm Massacre zerstört wurde. Pfänder stand zu dieser Zeit als erster Leutnant der First Minnesota Battery auf der Seite der Union im Amerikanischen Bürgerkrieg im Feld. Sein Kriegseinsatz in der First Minnesota Battery, die Pfänder nach dem Ausfall des Hauptmanns Muench kommandierte, wird im Roman Shiloh von Shelby Foote mehrmals erwähnt.

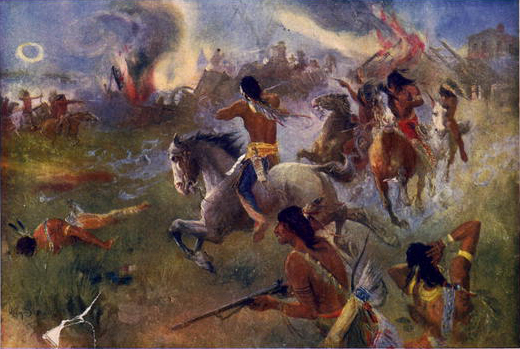
Henry August Schwabe, The Siege of New Ulm

Wegen der Indianeraufstände 1862 wurde Pfänder nach Minnesota zurückbeordert und zum Kommandeur der Minnesota Mounted Rangers ernannt, ehe er das Kommando über Fort Ridgely übernahm. Bis zum Ende des Krieges lebte deshalb seine Familie in Fort Ridgely, ehe sie auf die Farm in Milford zurückkehrte, von der sie 1870 nach New Ulm zog.
Wilhelm Pfänder wurde 1871 als Republikaner Mitglied des Senats von Minnesota und war ab 1876 für zwei Wahlperioden Finanzminister (State Treasurer), weshalb die Familie 1876 nach Saint Paul umzog. Nach der Rückkehr nach New Ulm 1880 eröffnete Pfänder eine Versicherungs- und Grundstücksagentur. 1877 wurde das letzte der 15 Pfänder-Kinder, von denen fünf vor den Eltern starben, geboren. Die zehn überlebenden Kinder trugen die Vornamen William junior, Frederick, Herman, Albert, Kate, Louise, Josephine, Amelia, Emma und Minnie (Wilhelmine).
Die Tochter Wilhelmina (Minnie) Pfänder eröffnete zusammen mit Ida Heers 1890 einen Kindergarten in New Ulm. Einer der Schwiegersöhne Pfänders, Louis Albert Fritsche, bekam die erste Lizenz als praktischer Arzt im Staat Minnesota. Er eröffnete seine Praxis in New Ulm.
Eine Urururgroßnichte Pfänders ist der Popstar Victoria Beckham.
Wilhelm Pfänder besuchte anlässlich des 50-jährigen Jubiläums der TG Heilbronn seine Heimatstadt und wurde am 6. April 1895 in der Turnhalle in der Karlstraße begeistert begrüßt. Beim Festbankett am 18. Mai desselben Jahres wurde er zum Ehrenmitglied des Vereins ernannt. 1901 hielt er bei der Einweihung der neuen Turner Hall in New Ulm eine Einweihungsansprache, in der er betonte, auch die neue Halle solle eine „Heimstatt der Freiheit, Aufklärung und des Fortschritts [...] für alle Zeiten“ werden.

## Pfaender Park
Seit 2009 gibt es in New Ulm einen Col. Wilhelm Pfaender Park.